# Solano, Nueva Vizcaya
Solano là một đô thị hạng 1 ở tỉnh Nueva Vizcaya, Philippines. Theo điều tra dân số năm 2007, đô thị này có dân số 56,244 người trong 11.205 hộ.

## Barangay
Solano được chia thành 22 barangay.
| - Aggub - Bangaan - Bangar - Bascaran - Curifang (Sinafal) - Dadap - Lactawan - Osmeña - Poblacion North - Poblacion South - Quezon | - Quirino - Roxas - San Juan - San Luis - Tucal - Uddiawan - Wacal - Bagahabag - Communal - Concepcion (Calalabangan) - Pilar D. Galima |